# ديفيد روبيني
ديفيد روبيني (1490-1535/1541؟) هو يهودي، وصفته موسوعة شينغولد اليهودية بأنه "نصف صوفي ونصف مغامر". قدم روبيني خططًا عسكرية وسياسية لحكام مسيحيين مختلفين في أوروبا بعد أوهمهم أنه ابن ملك لمملكة غير موجودة في الواقع.
تمكن روبيني من تأمين مقابلة مع الملك جواو ملك البرتغال في نوفمبر 1525، بدعم من رسالة توصية من البابا كليمنت السابع. كان روبين يؤكد باستمرار أنه ابن "الملك سليمان ملك خيبر" المتوفى، وادعى أنه كان يشغل منصب وزير الحرب في تلك المملكة، التي يحكمها الآن شقيقه الأكبر، الملك يوسف ملك خيبر. ويرى بعض العلماء أن ادعاءاته هي احتيال. وبحسب رواياته، كان لهذه المملكة 300 ألف من رعايا "بنو إسرائيل". في البداية، كان الملك البرتغالي مهتمًا بمقترحات روبيني ووافق على تزويده بالأسلحة البرتغالية. ومع ذلك، بعد خمسة أشهر، وقع روبيني في سمعة سيئة لدى ملك البرتغال، الذي ربما لم يثق في دوافعه، وطلب منه الملك مغادرة مملكته. انتقل روبيني بعد ذلك إلى إسبانيا وعُيِّن في محاكم التفتيش في ليرينا، حيث يُفترض أنه أُعدم حوالي عام 1541.